# Haliclona koremella
Haliclona koremella är en svampdjursart som beskrevs av de Laubenfels 1954. Haliclona koremella ingår i släktet Haliclona och familjen Chalinidae.
Artens utbredningsområde är Palau. Inga underarter finns listade i Catalogue of Life.